# لالمند (دهانه)
لالمند یک دهانه برخوردی در ماه‌ است.